# Jens Stoltenberg
Jens Stoltenberg (Oslo, 16 de marzo de 1959) es un economista y político noruego. Fue secretario general de la Organización del Tratado del Atlántico Norte (OTAN) entre 2014 y 2024. Anteriormente ocupó el cargo de primer ministro de Noruega entre 2005 y 2013, y fue líder del Partido Laborista Noruego de 2002 a 2014.

## Biografía
Nacido en Oslo el 16 de marzo de 1959. Su padre, Thorvald Stoltenberg (1931-2018), fue uno de los políticos más prominentes de Noruega y ex ministro de Asuntos Exteriores de Noruega. Su madre, Karin Stoltenberg, fue secretaria de Estado, un puesto equivalente al de viceministro en otros países. Jens Stoltenberg estudió en la Universidad de Oslo.
Está casado con Ingrid Schulerud y tiene dos hijos.

## Primer ministro de Noruega
Durante su primer mandato como primer ministro (2000 a 2001), fue polémico dentro de su propio partido, ya que privatizó varias empresas estatales. En las elecciones parlamentarias del 10 de septiembre de 2001 el partido sufrió uno de sus peores resultados: 24 % de los votos.
En las elecciones parlamentarias de 2005, el partido ganó las elecciones, luego de una coalición con el Partido de la Izquierda Socialista y el Partido Centro. El segundo mandato de Stoltenberg como primer ministro comenzó el 17 de octubre de 2005.

### Atentados de Noruega de 2011
El 22 de julio de 2011 se produjeron dos acciones terroristas en Oslo, perpetradas por Anders Breivik, un extremista contrario al multiculturalismo, que aparentemente tenían entre sus objetivos el asesinato de Stoltenberg. Inicialmente se produjo la explosión de una bomba en el barrio de Oslo donde se congregan casi todos los edificios gubernamentales, concretamente cerca de la oficina del primer ministro y de la sede del Ministerio del Petróleo. Pocas horas después se supo que un pistolero disfrazado de policía había abierto fuego en un mitin político donde iba a participar Stoltenberg con las juventudes de su partido en la pequeña isla de Utøya, al norte de la capital. Ambos ataques estaban aparentemente coordinados y dejaron un total de 76 muertos. Stoltenberg habló a la nación para decir que «no dejemos que nos asusten» y «no van a destruir nuestra democracia. Somos una nación pequeña y orgullosa. Nadie nos silenciará con las bombas. Nadie nos disparará para callarnos», tratando de levantar la moral del pueblo y respondiendo con firmeza al desafío de los terroristas. Como consecuencia de la alta aprobación ciudadana hacia su gestión de la situación, su índice de popularidad se disparó en la semana posterior al suceso. El primer ministro subió un vídeo a YouTube, haciéndose pasar por taxista para conocer la opinión de los ciudadanos noruegos.

## Secretario general de la OTAN
A finales de marzo de 2014 se anunció el acuerdo de los Estados miembros de la OTAN de nombrarlo como nuevo secretario general de la organización en sustitución de Anders Fogh Rasmussen al final del mandato de este en el otoño de este mismo año.
El 14 de junio de 2014, tras ser elegido secretario general de la OTAN, anuncia que no será más líder del Partido Laborista Noruego, y es sucedido, tras ser elegido por mayoría, por Jonas Gahr Støre, exministro de Asuntos Exteriores. 
Ha sido un firme defensor del fuerte crecimiento del gasto militar dentro de la OTAN, que ha seguido aumentando desde su nombramiento. Su liderazgo ha estado marcado por las mayores maniobras militares realizadas por la Alianza Atlántica desde el final de la Guerra Fría, que han tenido lugar con frecuencia cerca de las fronteras rusas. También defendió la ampliación de la OTAN para incluir a Ucrania y Bielorrusia con el fin de aislar a Rusia. También justifica la decisión de Estados Unidos de retirarse del Tratado sobre Fuerzas Nucleares de Rango Intermedio.
Apoya la ofensiva de Turquía contra los kurdos sirios en octubre de 2019. Según él, Turquía «actúa con moderación y en coordinación con los demás aliados para preservar nuestras victorias frente a nuestro enemigo común, Daesh».
A principios de enero de 2023 acusó a China y Rusia de amenazar el orden occidental del mundo y expresa su preocupación por la incrementada cooperación militar y económica entre Moscú y Pekín.